# Voluntàries de Dom Bosco
Les Voluntàries de Dom Bosco són un institut secular femení de dret pontifici; les dones que en formen part posposen al seu nom les sigles V.D.B.
L'institut fou fundat a Torí el 20 de maig de 1917 per Filippo Rinaldi (1856-1931), tercer successor de Joan Bosco com a rector major de la Societat Salesiana. Va ser erigit canònicament pel cardenal Michele Pellegrino, arquebisbe de Torí, el 31 de gener de 1971 i aprovada per la Santa Seu el 5 d'agost de 1978.
Les membres de l'institut, essent laiques, participen del carisma dels salesians de Dom Bosco. En acabar el 2005, eren 1.219 voluntàries presents als cinc continents.